# إيه إتش-1 كوبرا
 إيه إتش-1 كوبرا (بالإنجليزية: AH-1 Cobra)‏ هي مروحية هجومية أمريكية، من إنتاج شركة بيل للمروحيات. دخلت المروحية للاستعمال في الجيش الأمريكي عام 1967 وصُدر منها الكثير إلى دول العالم، في 1971 انتج منها نسخة أحدث حملت اسم سوبر كوبرا كما مثلت المروحية، بجميع فئاتها، طائرة الهجوم العمودية الأولى للجيش الأمريكي قبل أن تحل محلها الأباتشي.